# فیلیپ لئوتار
فیلیپ لئوتار (فرانسوی: Philippe Léotard‎؛ ۲۸ اوت ۱۹۴۰ – ۲۵ اوت ۲۰۰۱) یک هنرپیشه، خواننده، و شاعر اهل فرانسه بود.
از فیلم‌ها یا برنامه‌های تلویزیونی که وی در آن نقش داشته است، می‌توان به وسط دنیا، دو دختر انگلیسی و مرد اروپایی، روز شغال، ارتباط فرانسوی ۲، بی‌نوایان و اسنک بار بوداپست اشاره کرد.